# Ladislav Dobos
Ladislav Dobos, též László Dobos, László Doboš a chybně i jako Stanislav Dobos (28. října 1930 Kráľovský Chlmec – 25. července 2014) byl československý spisovatel, publicista, politik Komunistické strany Slovenska maďarské národnosti a poslanec Slovenské národní rady a Sněmovny národů Federálního shromáždění na počátku normalizace. Po roce 1989 poslanec Slovenské národní rady a Národní rady SR za menšinovou koalici Együttélés.

## Biografie
V letech 1936-1944 studoval v rodném městě, v letech 1944-1945 ve městě Sárospatak. V období let 1951-1955 absolvoval Univerzitu Komenského, kde studoval obor dějiny a pedagogika. V letech 1955-1960 pak učil na Pedagogické fakultě Univerzity Komenského. Mezi roky 1958 a 1968 působil jako vydavatel odborného literárního listu, který zakládal. Zároveň v letech 1961-1968 vedl maďarskou sekci vydavatelství Tatran. V téže době zastával významné posty v organizaci slovenských Maďarů Csemadok, byl jejím předsedou. V 70. a 80. letech působil v nakladatelství Madách, zpočátku ve vedoucích pozicích, po roce 1972 jako níže postavený odborník. Do vedoucích postů v tomto podniku se vrátil v 90. letech. Stal se tehdy rovněž čestným předsedou Csemadoku.
Politicky se angažoval v KSČ. V letech 1969-1970 se uvádí jako účastník zasedání Ústředního výboru Komunistické strany Slovenska.
V letech 1969-1971 zasedal jako ministr bez portfeje ve vládě Slovenské socialistické republiky (vláda Štefana Sádovského a Petera Colotky). Dlouhodobě byl členem nejvyšších zákonodárných sborů Československa a Slovenska. Po federalizaci Československa usedl v lednu 1969 do Sněmovny národů Federálního shromáždění, kam ho nominovala Slovenská národní rada, kde rovněž zasedal. V parlamentu setrval do října 1971, kdy rezignoval na poslanecký post. Jeho politická kariéra skončila v roce 1971. Byl pak vyšetřován pro své postoje z doby pražského jara. Závěrem posudku bylo, že: „Ladislav Dobos má hlavný podiel na deformáciách, ktoré sa vyznačovali v rokoch 1968 — 1969 snahou nacionalistických a pravicových síl, aby Csemadok okrem kultúrnej organizácie sa stal aj politickou organizáciu maďarskej národnosti v ČSSR. Ďalej nesie hlavnú vinu za roznecovanie kampane proti súdruhom, ktorí stáli na zásadách proletárskeho internacionalizmu.“ Posudková komise navrhla jeho vyloučení z KSČ a odvolání z poslaneckých postů v SNR a FS.
Do parlamentu a politiky se vrátil znovu po sametové revoluci. Ve volbách roku 1990 byl zvolen za menšinovou kandidátní listinu Együttélés do Slovenské národní rady. Mandát obhájil ve volbách roku 1992, nyní za koalici Maďarské kresťanskodemokratické hnutie-Együttélés. V slovenském parlamentu (nyní již transformovaném na Národní radu SR) setrval do roku 1994.
Je autorem četných knih a studií a nositelem řady vyznamenání, maďarských i slovenských (v roce 2004 mu byl udělen Pribinův kříž). V letech 1989-2000 působil jako místopředseda maďarské mezinárodní organizace Magyarok Világszövetsége.